# Éter (mitologia)
Éter (em grego:  Αἰθήρ, transl.: Aíthēr, do verbo αἵθω, aíthô, "queimar"), na mitologia grega, é a personificação do conceito de "céu superior", o "céu sem limites", diferente de Urano. É o ar elevado, puro e brilhante, respirado pelos deuses olímpicos, contrapondo-se ao ar obscuro, aér (ἀήρ), que os mortais respiravam, sendo deus desconhecido da matéria, em consequência as moléculas de ar que formam o ar e seus derivados.
É considerado por Hesíodo como sendo filho de Érebo e de Nix, tendo por irmã Hemera. O poeta e mitógrafo romano Higino diz que Éter era filho de Caos e Caligo (Escuridão). De acordo com Jan Bremmer,
"Higino ... começou suas Fabulae com uma estranha mistura de cosmogonias gregas e romanas e genealogias antigas. Começa da seguinte forma: Ex Caligine Chaos. Ex Chao et Caligine Nox Dies Erebus Aether (Praefatio 1). Sua genealogia parece uma derivação de Hesíodo, mas começa com o não hesiódico e não romano Caligo, 'Escuridão'. Escuridão provavelmente ocorreu em um poema cosmogônico de Álcman, mas parece justo dizer que não era proeminente nas cosmogonias gregas ".
A lista de Higino atribui-lhe como filhos de sua união com Dies (Hemera), Terra (Gaia), Coelum (Urano) e Mare (Tálassa), e depois com Terra, de Dolor (dor), Dolus, (engano), Ira (fúria), Luctus (luto), Mendacium (mentiras), Jusiurandum (juramento), Ultio (punição), Intemperantia (intemperança), Altercatio (altercação), Oblivio (esquecimento), Socordia (preguiça), Timor (medo), Superbia (soberba), Incestum (incesto), e Pugna (contenda). Cícero lhe atribui paternidade sobre Urano. Também era considerado por Aristófanes como pai das Néfeles, ninfas das nuvens.
Assim como Érebo, que personifica as trevas superiores, tem como seu correspondente Nix, as trevas superficiais (e, em algumas versões, este aparece como filho daquela), pode ser interpretado que Éter tem seu correspondente em Urano (de quem ora aparece como filho, ora como pai).
O nome do elemento clássico éter, que segundo Aristóteles é o componente da região acima do céu, associa-se a ele, e o quinto hino órfico, dedicado a Éter, descreve a substância como "o poder reinante e sempre indestrutível de Zeus", "o melhor elemento" e "a centelha vital de todas as criaturas". Embora atribuído ao poeta mitológico Orfeu que viveu antes da época de Homero, a provável composição dos hinos nos séculos VI a IV a. C. os tornou contemporâneos a filósofos naturais, como Empédocles, que teorizou as forças materiais da natureza idênticas aos deuses e superiores às divindades antropomórficas da religião homérica.

## Etimologia
Derivado do verbo aítho, "queimar", "fazer brilhar", é usado na Hélade genericamente para "queimado de sol". Desse modo, conforme o contexto, pode significar tanto "fazer brilhar" quando "tornar-se escuro como fuligem". Éter está entre Urano e o ar. Por personificar o céu superior, considera-se sua camada mais pura que aquela próxima da terra. Entretanto, Éter é luz que queima ao iluminar. Há uma tensão no verbo do qual deriva. Significa tanto "fazer luzir" quanto "escurecer", conforme o contexto. Em Urano, esta dinâmica específica está ausente.
Junito Brandão faz a aproximação com o sânscrito i-n-ddhé, "ele inflama", édha, "floresta incendiada", e com o latim aedes, "lareira", aestas, "verão, estio", aestus, "ardor", "calor ardente".
Carlo Rusconi relaciona o étimo à origem da palavra Etiópia: ahithou, "arder", remontando a raiz aidh, que em grego seria aith.

## Árvore Genealógica
|  |  |  |  |  |  |  |  |  |  |       |       |       |       | Nix         | Nix         | Nix         | Nix         | Nix         | Nix         |      |      | Érebo  | Érebo  | Érebo  | Érebo  | Érebo   | Érebo   |         |         |               |               |               |               |               |               |  |  |            |            |            |            |            |            |  |  |           |           |           |           |           |           |
|  |  |  |  |  |  |  |  |  |  |       |       |       |       | Nix         | Nix         | Nix         | Nix         | Nix         | Nix         |      |      | Érebo  | Érebo  | Érebo  | Érebo  | Érebo   | Érebo   |         |         |               |               |               |               |               |               |  |  |            |            |            |            |            |            |  |  |           |           |           |           |           |           |
|  |  |  |  |  |  |  |  |  |  |       |       |       |       |             |             |             |             |             |             |      |      |        |        |        |        |         |         |         |         |               |               |               |               |               |               |  |  |            |            |            |            |            |            |  |  |           |           |           |           |           |           |
|  |  |  |  |  |  |  |  |  |  |       |       |       |       |             |             |             |             |             |             |      |      |        |        |        |        |         |         |         |         |               |               |               |               |               |               |  |  |            |            |            |            |            |            |  |  |           |           |           |           |           |           |
|  |  |  |  |  |  |  |  |  |  |       |       |       |       |             |             |             |             |             |             |      |      |        |        |        |        |         |         |         |         |               |               |               |               |               |               |  |  |            |            |            |            |            |            |  |  |           |           |           |           |           |           |
|  |  |  |  |  |  |  |  |  |  |       |       |       |       | Éter        | Éter        | Éter        | Éter        | Éter        | Éter        |      |      | Hemera | Hemera | Hemera | Hemera | Hemera  | Hemera  |         |         |               |               |               |               |               |               |  |  |            |            |            |            |            |            |  |  |           |           |           |           |           |           |
|  |  |  |  |  |  |  |  |  |  |       |       |       |       | Éter        | Éter        | Éter        | Éter        | Éter        | Éter        |      |      | Hemera | Hemera | Hemera | Hemera | Hemera  | Hemera  |         |         |               |               |               |               |               |               |  |  |            |            |            |            |            |            |  |  |           |           |           |           |           |           |
|  |  |  |  |  |  |  |  |  |  |       |       |       |       |             |             |             |             |             |             |      |      |        |        |        |        |         |         |         |         |               |               |               |               |               |               |  |  |            |            |            |            |            |            |  |  |           |           |           |           |           |           |
|  |  |  |  |  |  |  |  |  |  |       |       |       |       |             |             |             |             |             |             |      |      |        |        |        |        |         |         |         |         |               |               |               |               |               |               |  |  |            |            |            |            |            |            |  |  |           |           |           |           |           |           |
|  |  |  |  |  |  |  |  |  |  |       |       |       |       |             |             |             |             |             |             |      |      |        |        |        |        |         |         |         |         |               |               |               |               |               |               |  |  |            |            |            |            |            |            |  |  |           |           |           |           |           |           |
|  |  |  |  |  |  |  |  |  |  | Urano | Urano | Urano | Urano | Urano       | Urano       |             |             | Gaia        | Gaia        | Gaia | Gaia | Gaia   | Gaia   |        |        | Tálassa | Tálassa | Tálassa | Tálassa | Tálassa       | Tálassa       |               |               |               |               |  |  |            |            |            |            |            |            |  |  |           |           |           |           |           |           |
|  |  |  |  |  |  |  |  |  |  | Urano | Urano | Urano | Urano | Urano       | Urano       |             |             | Gaia        | Gaia        | Gaia | Gaia | Gaia   | Gaia   |        |        | Tálassa | Tálassa | Tálassa | Tálassa | Tálassa       | Tálassa       |               |               |               |               |  |  |            |            |            |            |            |            |  |  |           |           |           |           |           |           |
|  |  |  |  |  |  |  |  |  |  |       |       |       |       |             |             |             |             |             |             |      |      |        |        |        |        |         |         |         |         |               |               |               |               |               |               |  |  |            |            |            |            |            |            |  |  |           |           |           |           |           |           |
|  |  |  |  |  |  |  |  |  |  |       |       |       |       | Dolor       | Dolor       | Dolor       | Dolor       | Dolor       | Dolor       |      |      | Dolus  | Dolus  | Dolus  | Dolus  | Dolus   | Dolus   |         |         | Ira           | Ira           | Ira           | Ira           | Ira           | Ira           |  |  | Luctus     | Luctus     | Luctus     | Luctus     | Luctus     | Luctus     |  |  | Mendacium | Mendacium | Mendacium | Mendacium | Mendacium | Mendacium |
|  |  |  |  |  |  |  |  |  |  |       |       |       |       | Dolor       | Dolor       | Dolor       | Dolor       | Dolor       | Dolor       |      |      | Dolus  | Dolus  | Dolus  | Dolus  | Dolus   | Dolus   |         |         | Ira           | Ira           | Ira           | Ira           | Ira           | Ira           |  |  | Luctus     | Luctus     | Luctus     | Luctus     | Luctus     | Luctus     |  |  | Mendacium | Mendacium | Mendacium | Mendacium | Mendacium | Mendacium |
|  |  |  |  |  |  |  |  |  |  |       |       |       |       |             |             |             |             |             |             |      |      |        |        |        |        |         |         |         |         |               |               |               |               |               |               |  |  |            |            |            |            |            |            |  |  |           |           |           |           |           |           |
|  |  |  |  |  |  |  |  |  |  |       |       |       |       | Jusiurandum | Jusiurandum | Jusiurandum | Jusiurandum | Jusiurandum | Jusiurandum |      |      | Ultio  | Ultio  | Ultio  | Ultio  | Ultio   | Ultio   |         |         | Intemperantia | Intemperantia | Intemperantia | Intemperantia | Intemperantia | Intemperantia |  |  | Altercatio | Altercatio | Altercatio | Altercatio | Altercatio | Altercatio |  |  | Oblivio   | Oblivio   | Oblivio   | Oblivio   | Oblivio   | Oblivio   |
|  |  |  |  |  |  |  |  |  |  |       |       |       |       | Jusiurandum | Jusiurandum | Jusiurandum | Jusiurandum | Jusiurandum | Jusiurandum |      |      | Ultio  | Ultio  | Ultio  | Ultio  | Ultio   | Ultio   |         |         | Intemperantia | Intemperantia | Intemperantia | Intemperantia | Intemperantia | Intemperantia |  |  | Altercatio | Altercatio | Altercatio | Altercatio | Altercatio | Altercatio |  |  | Oblivio   | Oblivio   | Oblivio   | Oblivio   | Oblivio   | Oblivio   |
|  |  |  |  |  |  |  |  |  |  |       |       |       |       |             |             |             |             |             |             |      |      |        |        |        |        |         |         |         |         |               |               |               |               |               |               |  |  |            |            |            |            |            |            |  |  |           |           |           |           |           |           |
|  |  |  |  |  |  |  |  |  |  |       |       |       |       | Socordia    | Socordia    | Socordia    | Socordia    | Socordia    | Socordia    |      |      | Timor  | Timor  | Timor  | Timor  | Timor   | Timor   |         |         | Superbia      | Superbia      | Superbia      | Superbia      | Superbia      | Superbia      |  |  | Incestum   | Incestum   | Incestum   | Incestum   | Incestum   | Incestum   |  |  | Pugna     | Pugna     | Pugna     | Pugna     | Pugna     | Pugna     |
|  |  |  |  |  |  |  |  |  |  |       |       |       |       | Socordia    | Socordia    | Socordia    | Socordia    | Socordia    | Socordia    |      |      | Timor  | Timor  | Timor  | Timor  | Timor   | Timor   |         |         | Superbia      | Superbia      | Superbia      | Superbia      | Superbia      | Superbia      |  |  | Incestum   | Incestum   | Incestum   | Incestum   | Incestum   | Incestum   |  |  | Pugna     | Pugna     | Pugna     | Pugna     | Pugna     | Pugna     |